# 本当にあった(生)ここだけの話
『本当にあった(生)ここだけの話』（ほんとうにあったまるなまここだけのはなし）は、芳文社から発売されていた実話系の月刊4コマ漫画雑誌。2015年6月まで、毎月11日頃発売されていた。略称「まる生」。表紙イラストは天野こひつじ、安斎かなえ（以前は高原けんじも担当）。
本項では、姉妹紙であり現在の後継誌である『超本当にあった(生)ここだけの話』についても記述する。

## 概要
誌名にもあるように、内容の大多数は実話系の読者投稿を基にした内容となっていた。読者の投稿ネタを表現するため各作家の力量の見せ所だった。
毎号特集ジャンルが選ばれており、連載執筆陣の一部が特集ジャンルのネタを別に書いた作品が約半数を占めた。4コマ漫画ではない、長文に数点のイラストを付けた投稿や、1コマだけの漫画もある。また、投稿によらないエッセイ漫画も掲載されていた。
実話4コマ誌読者満足ナンバーワンを自称していた。発刊一号目当時、『まんがタイムオリジナル』の増刊として発売されていた。当時のキャッチコピーは「安斎かなえの本当にあった(生)ここだけの話」。増刊号から定期雑誌として独立創刊した創刊号には、熊本県出身のサンミュージック企画所属のお笑いタレント、ヒロシが独立創刊記念ゲストとしてメーンの安斎かなえとの対談相手として座談会に登場した。なお、雑誌のメーンのロゴの「本」と「生」が同じ赤色で統一されているのは、当時人気だったアサヒビールの発泡酒「本生」と間違えて読者が買うことを想定して作られた。
投稿が採用されると、掲載本数やネタの面白さに応じて1000円～1万円の賞金がプレゼントされた。「読者サポーター」コーナーに応援等の投稿が採用されると、クオカードがプレゼントされた。但し、誌面リニューアル後は「サポーター」コーナーは廃止されている。
休刊後、(生)ブランドはぶんか社ほんわらファミリーの姉妹ブランドとして編入されている。

## 姉妹誌

### 超本当にあった(生)ここだけの話
『超本当にあった(生)ここだけの話』（すーぱーほんとうにあったまるなまここだけのはなし）は、毎月26日頃発売されていた。略称「ちょう生」。前身誌『増刊本当にあった(生)ここだけの話』を経て、『まる生』本誌より独立創刊。2015年7月以降は『ちょう生』と『まる生』本誌を合併し、新生『ちょう生』として再スタート。2018年6月号以降は読者投稿体験談に基づいた投稿4コマ漫画に加え読者投稿体験談を基にしたコミカライズも加えリニューアルしたが、同年6月の8月号を以て休刊した。表紙イラストは天野こひつじ、薮犬小夏（以前は安斎かなえも担当）。

### 本当にあった増刊(生)ここだけの話
『本当にあった増刊(生)ここだけの』（ほんとうにあったぞうかんまるなまここだけのはなし）は、2014年12月まで毎月19日頃発売されていた。姉妹誌に比べて特集に割く頁数が多く、雑誌のタイトルロゴに「○○SP」（その号の特集）の文字が大きく配されていた。特集の例としては、九死に一生体験を主に扱う「九死に一生体験SP」など。略称「まる生増刊」。『ちょう生』の前身誌とは、誌名に入る「増刊」の語の位置が異なっていた。表紙イラストはカツピロ（以前は鈴木ぺんた、茶畑るりが担当）。

### 増刊超本当にあった(生)ここだけの話
『増刊超本当にあった(生)ここだけの話』（ぞうかんすーぱーほんとうにあったまるなまここだけのはなし）は、2013年5月まで隔月（奇数月）2日頃発売されていた。略称「ちょう生増刊」。女性の行動に関する特集漫画が多かった。表紙イラストはチャールズ後藤。

## 単行本
コミックエッセイは、まんがタイムコミックスMNシリーズレーベルから発売されている。
- マンガでわかる身近な法律相談SOS!（小沢カオル 監修／石丸幸人）
- マイナス15歳!美魔女エンヌへの道のり（かなつ久美）
- 珍名さん（柏屋コッコ 原案／髙信幸男）
- ずぼらのススメ―今すぐ作りたくなる手抜き料理エッセー!!（ふじいまさこ） - 帯の推薦文は村上知子（森三中）が担当。
- 仏女入門（おがたちえ）
- 超訳マンガで百人一首!うたもゑ（こうづきれお 監修／堀江宏樹）
- びんぼうまんが家!都内で月3万円の3DKに住んでます（なかむらみつのり）
- 京都見て歩記（久保田順子）
- 趣味がないのでヘンテコ検定を受けてみた（きのこ木下）
- 知るほど異文化! ～タイのいちごは塩とうがらし味!?～（高世えり子）
- ブスだけどマカロン作るよ（カレー沢薫）
- 鳥肌通信（外薗昌也）
- クロ猫マンガ誕生物語（杉作）
- おひとりさま女子のポチッとお取り寄せ（フカザワナオコ）
- 高倉んちのもうひと皿（高倉あつこ）
- なるほど!カンタン!理系ごはん（高世えり子）

過去に(生)本誌や姉妹誌で掲載された読者投稿に基づく実話4コマや、（生）本誌や姉妹誌で掲載され単行本化されていない一部のコミックエッセイは、コンビニコミックサイズのまんがタイムMyPalコミックスレーベルで発売されている。
コンビニコミック版は、過去の読者投稿の再録は賞金の対象外だが、冒頭8ページ分（安斎、天野、薮犬らが担当）の描き下ろし分については採用されると賞金の対象となっている。

## 主な連載作品
太字はまんがタイムコミックス・MNシリーズもしくはまんがタイムMyPALコミックス・LJシリーズまたは他社から発売されている。（）内は単行本化に伴い改題

### 超生
- (生)ぜっきょーホスピタル!!（安斎かなえ）
- ちょっとHなよくある話（すみれいこ）
- (生)情報局 超（スーパー）
  - なるほど!カンタン!理系ごはん（高世えり子）
  - ネコラム 猫に囲まれてますっ♡（はまきち）
  - 幸も不幸も手相しだい!?（犬養ヒロ）
  - 結婚相手にどうかしら?（間口まき）

### 過去の連載
- 本当にあった(生)ここだけの話（安斎かなえ）
- なんちゃって川柳（安斎かなえ）
- エッチだめだし印（安斎かなえ）
- 松子が行く（安斎かなえ）
- 参るよ!墓近スイーツ（日本文学(墓)全集 時どきスイーツ・ぶんか社コミックス）（安堂友子・コミックエッセイ）
- うちの愚弟伝説（安堂友子）
- 本当にあったキャバクラこぼれ話（薮犬小夏）
- おふたりぐらし（薮犬小夏・コミックエッセイ）
- みぃのいた部屋（藤凪かおる・コミックエッセイ）
- 潜入!ガールズトーク（尾形未紀・コミックエッセイ）
- ナゾ野菜（カレー沢薫・コミックエッセイ）
- ハロー!ゆる釣りちゃん（おかずがなければ魚を釣ればいいじゃない・イースト・プレス（コミックエッセイの森））（森越ハム・コミックエッセイ）
- カプ★リポ（小谷梓、嘉山ナツ、一色美穂、式部玲、カレー沢薫他、提供：カプコン・コミックエッセイ）
- 妻の不満と夫の本音（かわだ寛×あかぎりゅう、かみじょーひろ×ショウ太、天野こひつじ×田中克樹・コミックエッセイ）
- モザイク足します？～AV制作ウラ話～（poko・コミックエッセイ）
- フシギなシゴトのホントのトコロ（小沢カオル・コミックエッセイ）
- 石丸弁護士のドン底人生再生計画（マンガでわかる!身近な法律相談SOS!）（小沢カオル 監修／石丸幸人・コミックエッセイ）
- ずぼらの達人!（ずぼらのすすめ-今すぐ作りたくなる手抜き料理エッセー!!）（ふじいまさこ・コミックエッセイ）
- 仏女入門（おがたちえ・コミックエッセイ）
- 3LDK月3万円!?～夢の公営住宅 当たりました!!～（びんぼうまんが家!都内で月3万円の3DKに住んでます）（中邑みつのり・コミックエッセイ）
- カレー沢薫のなかったことにしませんか（ブスだけどマカロンを作るよ）（カレー沢薫・コミックエッセイ）
- 日本&タイ、ジョーシキ!ヒジョーシキ!?（知るほど異文化!〜タイのいちごは塩とうがらし味!?〜）（高世えり子・コミックエッセイ）
- おもしろ検定ハンターきのこが行く!（趣味がないのでヘンテコ検定を受けてみた）（きのこ木下・コミックエッセイ）
- 超訳マンガで百人一首!うたもゑ（こうづきれお 監修／堀江宏樹）
- 珍名さん（柏屋コッコ 原案／髙信幸男・コミックエッセイ）
- おひとりさま女子のポチッとお取り寄せ（フカザワナオコ・コミックエッセイ）
- 新潟マンガ家兄弟物語（クロ猫マンガ誕生物語）（杉作・コミックエッセイ）
- 本当にあった(僕には)怖い生話（鳥肌通信）（外薗昌也・コミックエッセイ）
- ウチの子できますか？～不妊治療3年2カ月の道～（黒金魚・コミックエッセイ、現在同人誌として頒布中）
- 京都見て歩記（久保田順子・コミックエッセイ）
- アテは塩でもいい（高倉んちのもうひと皿）（高倉あつこ・コミックエッセイ）
- ラブホテル24時（茶畑るり）
- OLだっちゃ!（茶畑るり）
- 倫敦キャバ嬢ウラ話（かみじょーひろ・コミックエッセイ）
- 病院ジャングル（東條さち子）
- 西条どんのできちゃった出産話（西条うた子）
- 実録!婚活トラブル体験（間口まき）
- カレー部へようこそ（春原弥生・コミックエッセイ）
- 激怒の理由はつぶあんかっ!!（おぐらなおみ・コミックエッセイ）
- まいのり!～マイナースポーツやってみました（グリコ・コミックエッセイ）
- ひみちゅの金ちゃん（さかもとみゆき）
- 実録!金ちゃんの（笑）リポート（さかもとみゆき）
- 今日も本を売っています。（ささくまこ・コミックエッセイ）
- あこがれのまんがめし（高田千種・コミックエッセイ）
- 足裏いらっしゃいませ（矢直ちなみ・コミックエッセイ）
- 外国人に聞いてみました。（山本かな）
- ドン底生活!ビンボーさんと僕（トリタニハルオ）
- マジギレッ病院!!（後野まつり）
- 水井の恥ずかし話（水井麻紀子・コミックエッセイ）
- ほのぼのおくのほそ道（真船きょうこ・コミックエッセイ）
- ふたりはヲタふーふ（そらあすか・コミックエッセイ）
- おきらくワイン生活（後藤ユタカ・コミックエッセイ）
- ラブホへGO!（後藤ユタカ）
- 派遣OLギリ子（みやもと茶子）
- 天然MAMA日記（高橋三千世）
- お金に困ったので、ヤリました!（音咲椿・コミックエッセイ）
- 女40代!私も選手になってみた。（猫島礼・コミックエッセイ）
- 弓長 をとめ講座（弓長九天）
- 本当にあった!感動実話ここだけ話（杉野BEAT）
- (生)情報局 超（スーパー）
  - にゃおみ先生のホームセラピー（さかもとみゆき）
  - かなとアダムのオタク英語講座（山本かな）
- 白くまオヤジの琉球通信（くさのあきひろ）
- おいしい優待生活（ぽちこ）

## 競合誌
- 本当にあった愉快な話芸能ズキュン!（竹書房）
- 本当にあった笑える話（ぶんか社）